# ایر اژیا زست
ایر اژیا زست (به انگلیسی: AirAsia Zest) یک شرکت هواپیمایی با کد یاتا Z2 است که در تاریخ ۱ سپتامبر ۱۹۹۵ میلادی تأسیس شده است.
دفتر مرکزی ایر اژیا زست در مانیل، فیلیپین واقع شده‌است و به ۱۳ مقصد، پرواز مستقیم انجام می‌دهد.